# Press Club
Press Club ist eine australische Punkrock-Band aus Melbourne. Gegründet wurde die Band 2016 von Natalie Foster, Iain MacRae, Greg Rietwyk und Frank Lees.

## Geschichte
Press Club wurde 2016 gegründet, als Natalie Foster nach und nach auf ihre Bandkollegen traf. Den Gitarristen Greg lernte sie über ihre Mitbewohner kennen, Iain, dem Bassisten der Band, begegnete sie zufällig in einem Musikgeschäft. Mit Iains altem Schulfreund und Schlagzeuger Frank Lees war die Band dann vollständig. Im gleichen Jahr wurde ihre erste, selbst produzierte, Single Headwreck veröffentlicht. 2018 erschien mit Late Teens das Debütalbum von Press Club. Aufgenommen wurde es unter der Leitung von Greg Rietwyk, da er nicht nur der Gitarrist der Band, sondern auch Toningenieur ist. Mit dem Song Suburbia, der auch auf Late Teens zu finden ist, erregte die Band die Aufmerksamkeit verschiedener, australischer Radiosender und wurde daraufhin außerdem zum NYE on the Hill-Festival und dem Falls Festival eingeladen. Das Album Wasted Energy folgte ein Jahr später und stieg auf Platz 64 in die Australischen Albumcharts ein.
Ebenfalls 2019 traten Press Club im Rahmen des von der Sounds Australia geförderten Aussie-BBQ beim Reeperbahnfestival in Hamburg auf.
Das darauf folgende Album sollte bereits 2020 in einem Tonstudio in Berlin aufgenommen werden, was auf Grund der COVID-19-Pandemie nicht umgesetzt werden konnte. Press Club nutzten die Zeit, um ein eigenes Studio zu eröffnen und dort ihr neues Album aufzunehmen. Endless Motion wurde dann, 2 Jahre später als geplant, im Oktober 2022 veröffentlicht. Frank Lees sagte darüber „es war eine Art Segen im Unglück, weil wir unser Studio in Melbourne eingerichtet haben, nachdem die Sache mit Berlin gescheitert war, und es uns ermöglichte, uns wirklich einzuleben und die ganze Musik verfeinern und neue Musik schreiben und sozusagen das Album machen, das wir machen wollten.“
Vor ihrer Europatour 2022 hatten Press Club zudem Auftritte auf dem Hurricane- und dem Southside-Festival.
Das vierte Album To All The Ones That I Love wurde am 2. Mai 2025 im Eigenverlag veröffentlicht und von Cargo Records vertrieben. Es stieg auf Platz 2 der Australian Independent Record Labels Association Chart ein. Die Aufnahmen fanden im bandeigenen Studio in Footscray mit Rietwyk als Produzenten und Mixer statt. Das Mastering stammte von Kris Crummett (Closure in Moscow, Dune Rats, Currents). Nach einem Abschiedskonzert im The Tote Hotel in Melbourne begab sich die Band auf ihre sechste, einmonatige UK-Europa-Tour, die sie in die Niederlande, nach Deutschland, Großbritannien, Belgien und erstmals nach Kroatien führte. Folgende Festivals standen auf dem Programm: INmusic, Jera On Air, Not Sorry Festival und 2000 Trees.
Im Rahmen der In-Session-Reihe spielte die Band vier Stücke ein, die BBC Radio 1 am 14. Juli 2025 sendete.

## Rezeption
Über ihren ersten Auftritt in Deutschland, beim Reeperbahnfestival 2019, schrieb der Musikexpress: „Frontfrau Natalie Fosters [sic!] von der Band Press Club lässt schnell erkennen, warum ihre Rockshows zuhause in Down Under längst jeden Club zum Kochen bringen“.
Late Teens bekam von der Ox-Fanzine-Rezensentin Anke Kalau 4 von 5 Sternen verliehen. Sie schrieb, die Abgabe der bisherigen Do-it-yourself-Herangehensweise und der damit verbundenen Verantwortung an ein neues Label tue dem „fuzzpoppig-staubtrockenem Punkrock keinen Abbruch.“ „Geniale Intros, weibliche Vocals“ wüchsen „mit jeder Runde in der Anlage“ und warteten „auch schon mal mit Überraschungen auf, wie einem flirrenden Instrumental.“ Fosters Dringlichkeit „rund um die Luxusprobleme eines Wohlstandsgesellschaftsmitglieds“ kämen „aber erst auf der Bühne voll zur Geltung.“ Man solle „unbedingt die Gelegenheit nutzen“, und sich die Band, die in Australien Kultstatus besitze, live ansehen.
Kalau rezensierte auch Wasted Energy für das Ox-Fanzine (3,5 von 5 Sternen). Sie hielt das Album für einen Tornado, der einem „glatt den Boden unter den Füßen“ wegziehe. Die Rhythmusfraktion lasse einem „kaum Zeit zum Ausruhen“. Foster (sing)schreie sich „mit jedem Lied ihren Frust über die negativen Seiten ihres menschlichen Daseins von der Seele“. Thinking about you handle von Stalking, weitere Themen seien der Alltagstrott und der Tod. Kalaus Fazit lautete: „Ein melancholisch glitzerndes Album zwischen Pop-Punk und Garagenrock mit schwer depressiver Schlagseite.“
Während eine der Kritiken bei Visions über gekünstelt wirkende Panikmomente spricht und Natalie Fosters Gesang als nervig und überaspiriert beschreibt, kann man in der anderen von bewusst übersteuertem und verspieltem Punkrock lesen, von der Magie der Band und vom gewaltigen Stimmumfang der Frontfrau.
In einer Rezension des Ox-Fanzines hieß es, Endless Motion sei ein Jahreshighlight für die Punkrock-Szene. Das Album setze im Vergleich zu den Vorgängern in allen Belangen (Sound, Musikalität, Songwriting) noch mal einen drauf, ohne aber die Unmittelbarkeit und die Emotionalität vermissen zu lassen, für die man die Band schätzen gelernt habe. Wenn Natalie Foster in Coward Street voller Inbrunst „Give me a goddamn break“ singe, dann fühle sich das absolut echt und intensiv an und nicht nach dem hundertsten Take in klinischer Studioatmosphäre. Dazu habe die musikalische Untermalung nahezu einen Quantensprung hingelegt. Während Drums und Bass stoisch den Raum füllten, gelängen Greg Rietwyk Höhenflüge, die man Press Club so nicht zugetraut hätte. Das abschließende Urteil von Christian Biehl lautete: „Begeisternd!“
In einer weiteren Rezension für das Magazin schrieb Sebastian Wahle, Endless Motion sei „ein astreines Punk-Album“, nur, anders als bei Wasted Energy, gehe es „nicht mit Volldampf durch die Verarbeitung irgendwelcher Beziehungen.“ Foster habe einen 360°-Blick entwickelt. In Cancelled gehe es unter anderem darum, „dass es doch scheiße wehtut– und gar nicht mehr so cool ist –, wenn sich man als Erwachsene einen Zahn ausschlägt.“ Auch der Klimawandel spiele thematisch eine Rolle. Man merke den Songs die schmerzhafte Auseinandersetzung der Band mit sich selbst und ihrem Umfeld an. Es bleibe „dennoch das gute Gefühl, sich seinen Dämonen gestellt zu haben und einen Schritt gegangen zu sein, der wichtig war und wahrscheinlich genau zur richtigen Zeit kam.“ Wahle gab dem Album 4,5 von 5 Sternen.
To All the Ones That I Love stieß bei Visions auf kontroverse Reaktionen. Während Julia Köhler 9 von 12 Punkten vergab, waren es bei ihrem Kollegen Martin Iordanidis nur 5 Punkte. Bei Köhler hieß es, I Am Everything setze auf Dramaturgie, No Pressure und Champagne & Nikes sprächen aber weiterhin die alten Fans an. Tightrope verbinde poppige Na-Na-Na-Chöre mit treibenden Shouts, Wasted Days zeige Wolf-Alice-Sentimentalität und Desolation lasse Synthesizer im Kreis tanzen. In Foster stecke eine pop-affine Geschichtenerzählerin, was ein klarer Zugewinn sei.
Iordanidis hingegen fühlte sich von dem zahnlosen Soundbild des Albums genervt. Rietwyk mache den Eindruck, dass er eigentlich Keyboard statt Gitarre spiele. Seine Produktion klinge gebügelt, was es Foster erleichtere, sich mit ihrem wehklagenden Gesang vom Hintergrundrauschen ihrer Band abzusetzen. Der Rezensent beklagte fehlende Hooklines und peinliches Animationstheater, die Mitklatsch-Parts in Vacate und Staring at the Ceiling seien zu gefällig, zudem habe Foster bei Champagne & Nikes Phrasierungen von Billy Talents Red Flag abgekupfert. Press Club sei eine orientierungslose Band.
Jochen Overbeck vergab für den Musikexpress 5 von 6 Sternen. Mit To All the Ones That I Love habe die Band einen gehörigen Schritt nach vorne gemacht, sie pendele zwischen Punk, US-Collegerock und britischem Untergrund. Press Club, vor allem Fosters Stimme, sei nuancenreicher geworden. Bei den riffstarken Tightrope und Wilt werde rumgerumpelt, während ihn Staring At The Ceiling an die Go-Go's erinnerte. Der Bass dengele bei Vacate so hübsch los wie in einem New-Order-Song und wenn Foster in „I Am Everything“ zur Gitarre ihre verschiedenen Zuschreibungen diskutiere, sei das tatsächlich die „goldmine“, von der sie singe.
Auch Gunther Reinhardt, der das Album für den Rolling Stone besprach (3 von 5 Sternen), meinte, dass die Band sich nun vielfältiger gebe. Zwar würde sie nicht mehr so wild scheppern wie bei Late Teens, aber Champagne & Nikes und Tightrope würden immer noch für einen Punk-Vibe sorgen. Der Sound und das Songwriting seien abwechslungsreicher und komplexer, als Beispiele führte Reinhardt das Titelstück, I Am Everything und Vacate an, das ihn an Joy Division erinnerte.
Eric Meyer bewertete To All the Ones That I Love mit 7 von 10 Punkten für plattentests.de. Von den Lesern bekam es (Stand 2. Juli 2025) 8 von 10 Punkten. In seiner Rezension hieß es, manche Kritiker könnten Press-Club-Songs zwar für energisch, aber auch für relativ einfach halten. Ein Verbrechen sei das nicht, denn die Band würde einen packen. Ihre lebensbejahenden Hymnen seien vielleicht nicht mehr durchweg rotzig, machten aber dennoch Spaß. Wilt, das ihn an The Cure erinnerte, rolle den Roten Teppich für den darauf folgenden, mächtig intensiven Ohrwurm Champagne & Nikes aus. Die Songs klängen grundehrlich, nicht aufgesetzt und reifer. Staring at the Ceiling trage Intimes nach außen, Wasted Days erzähle vom täglichen Trott, das intensive Vacate und das Schlussstück Desolation schafften Tiefgang und Atmosphäre. Das Eröffnungsstück I Am Everything hingegen beginne ein wenig lahm, entfache dann aber Courtney-Love--Vibes. No Pressure stampfe in bester Baboon-Show-Manier mit beiden Beinen auf den Boden, bevor zum Refrain die Sirenen ertönten und das rote Licht rotiere. Meyers Fazit lautete: „Einfach? Vielleicht. Aber höchst wirkungsvoll.“
Über einen Auftritt in München kann man bei MusikBlog vor allem über die Energie der Band und ihre Nähe zum Publikum lesen. Darüber, dass die Bandmitglieder von den Monitoren springen und die Frontfrau Natalie immer wieder von der Bühne geht, um mitten im Publikum zu stehen, und dort weiter performt. Das Konzert ende mit einem letzten Bad in der Menge, bei dem Natalie „alle bittet, in die Hocke zu gehen, was im dichtgedrängten Strom zu einer sich nach außen zu den Bars hin ausbreitenden Welle führt. Darauf folgt ein letztes Mal ein eng springender Moshpit um die derzeit energetischste Frau des Punkrock.“

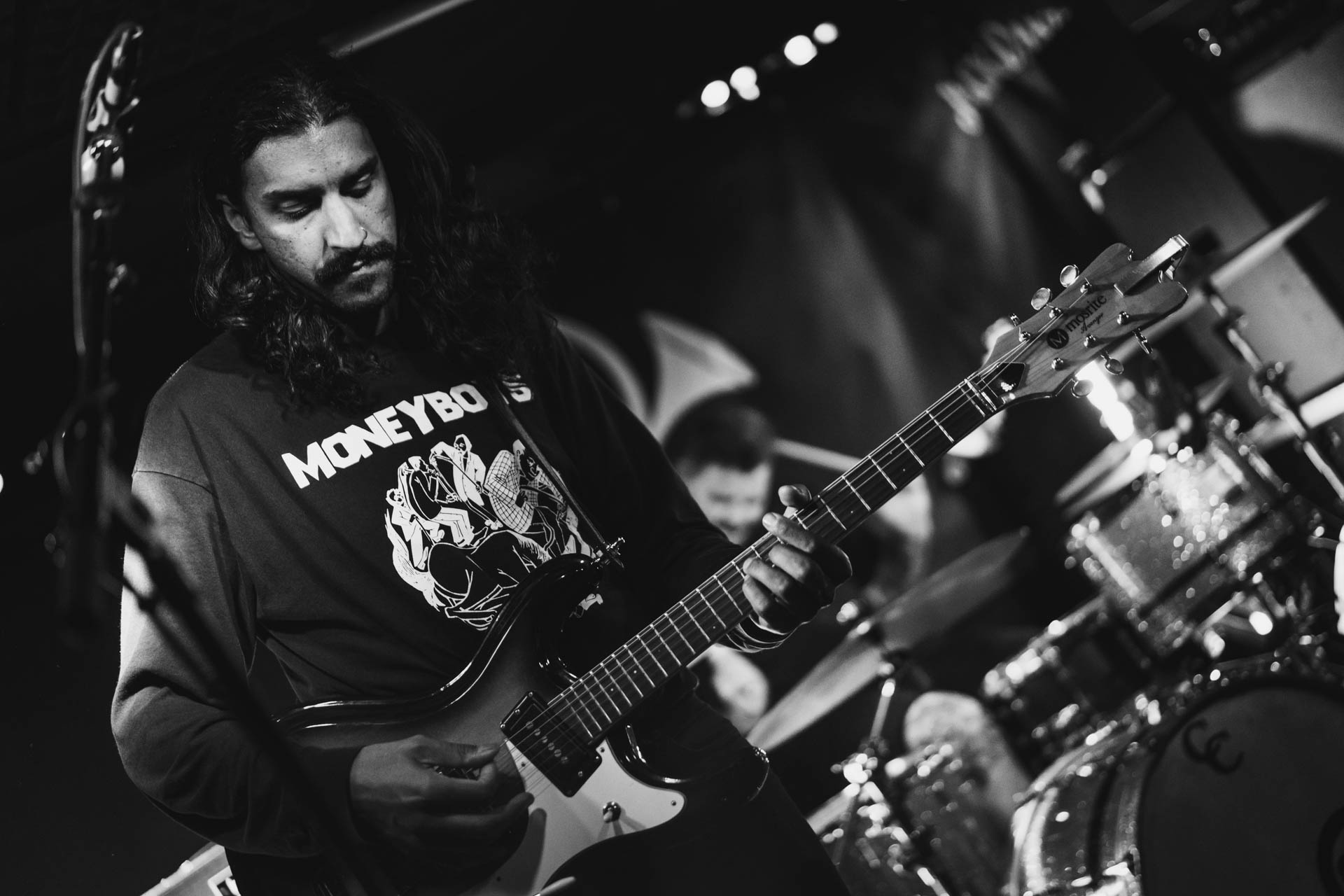
Greg Rietwyk
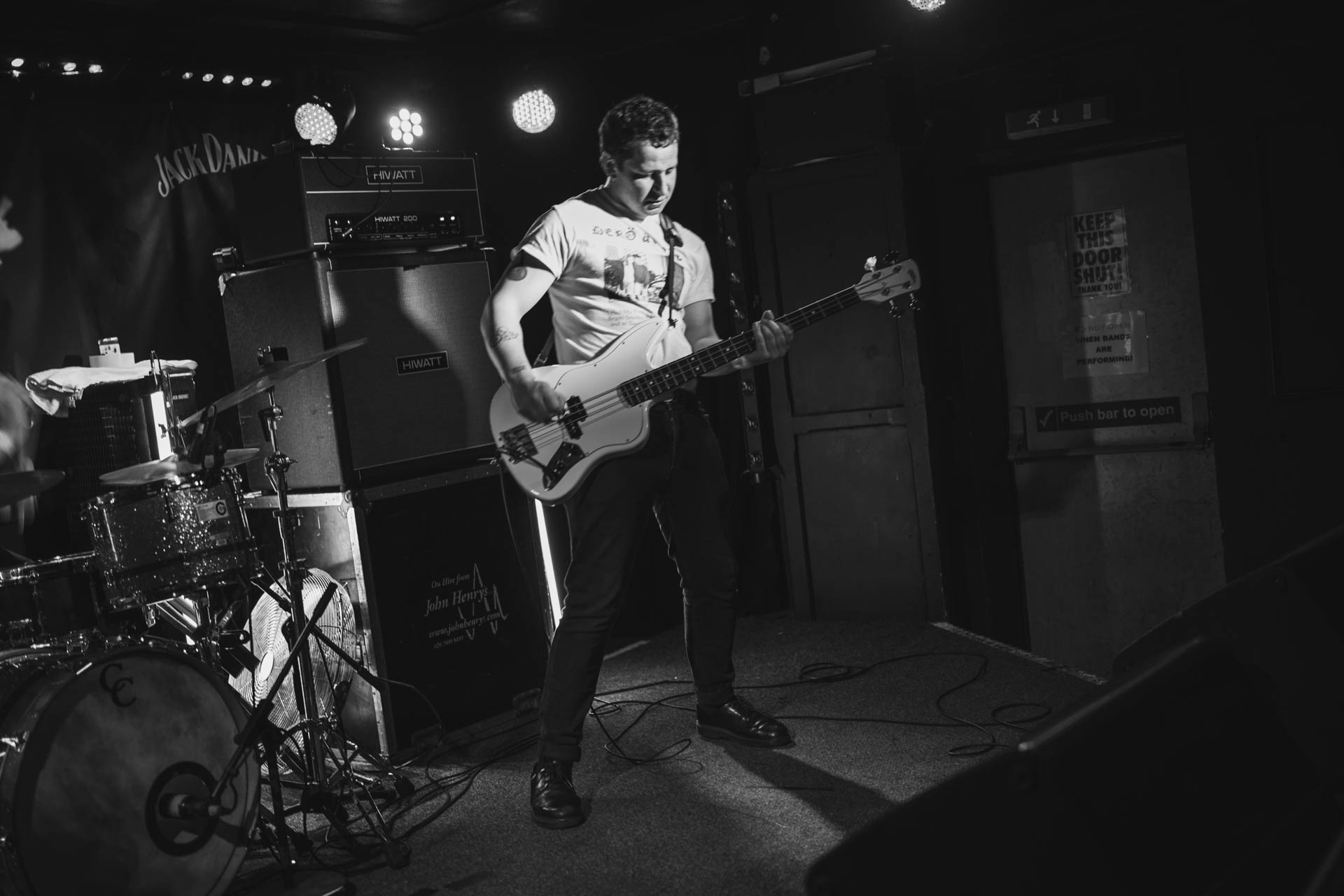
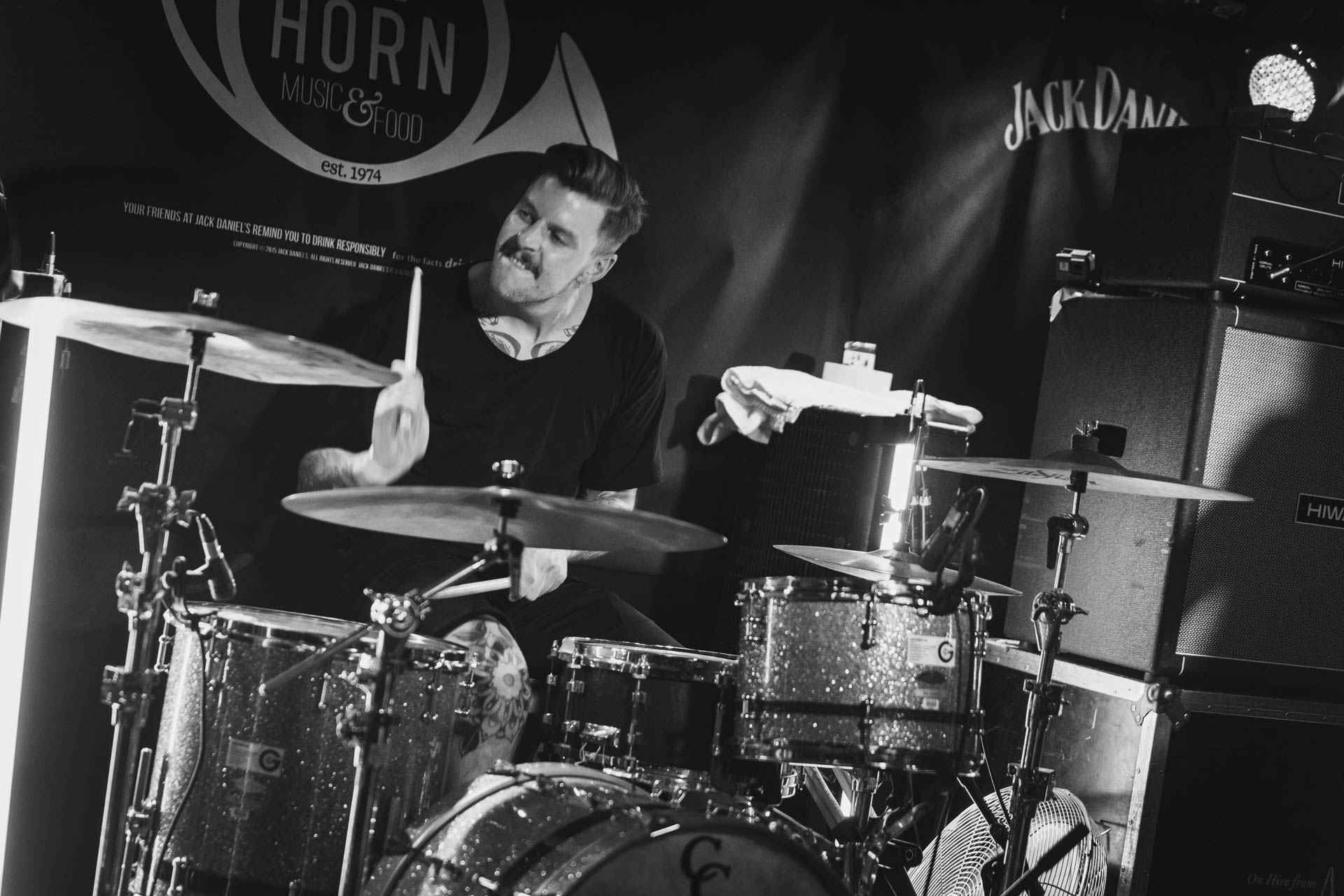

## Diskografie
Alben
- 2018: Late Teens (pressclubmusic, Hassle Records)
- 2019: Wasted Energy (pressclubmusic, Hassle Records)
- 2022: Endless Motion (Lunchroom Records, Hassle Records)
- 2025: To All The Ones That I Love (Lunchroom Records)

Singles
- 2020: Insecurities (pressclubmusic)